# Домна (Бурятия)
До́мна (бур. Догно) — село в Еравнинском районе Бурятии. Входит в сельское поселение «Сосново-Озёрское».

## География
Расположено в 12 км к востоку от районного центра, села Сосново-Озёрское, на левом берегу реки Домная, в 8 км к югу от места её впадения в Малое Еравное озеро.

## Население
| 2002 | 2010 |
| ---- | ---- |
| 241  | ↘160 |

## Инфраструктура
Сельский клуб, начальная школа-детский сад, фельдшерско-акушерский пункт.

## Люди, связанные с селом
- Сампилов, Цыренжап Сампилович (1893—1953) — художник, основоположник современной бурятской живописи, уроженец улуса Домно-Еравна.
- Григорий Хаимович Файнштейн (1914—2000) — геолог, лауреат Ленинской премии.